# رامون هرنانديز
رامون هرنانديز (بالإنجليزية: Ramón Hernández) هو لاعب كرة قاعدة أمريكي، ولد في 31 أغسطس 1940 في كارولينا، بورتوريكو في الولايات المتحدة، وتوفي في 4 فبراير 2009 في بونس، بورتوريكو في الولايات المتحدة.

## وصلات خارجية
- رامون هرنانديز على موقع دوري كرة القاعدة الرئيسي (الإنجليزية)
- رامون هرنانديز على موقعبيزبول رفرنس.كوم (الدوري الرئيسي) (الإنجليزية)
- رامون هرنانديز على موقعبيزبول رفرنس.كوم (الدوري الثانوي) (الإنجليزية)